# Consejo de Senlis
El Consejo Internacional sobre Seguridad y Desarrollo, en inglés International Council on Security and Development (ICOS), es un think tank internacional con oficinas en Kabul, Londres, Ottawa, Río de Janeiro, París y Bruselas.
Fundado en 2002 como el Consejo de Senlis (The Senlis Council), la organización tomó su actual nombre en 2013. ICOS trabaja en temas de política exterior, seguridad, desarrollo y políticas antidroga, ofreciendo análisis y propuestas innovadoras en estos campos, con el objetivo de "promover el debate abierto para aliviar las actuales crisis de gobernanza, de desarrollo y económicas y garantizar que la elaboración de políticas en estas áreas sea informada, humanitaria y genere impacto".
Actualmente, ICOS dirige un extenso programa en Afganistán que combina el desarrollo de políticas nuevas con investigaciones sobre el terreno. Como parte de este programa, ICOS tiene una presencia permanente en las ciudades afganas de Lashkar Gah, Kandahar. El objetivo es estudiar la relación entre política antidroga, cooperación al desarrollo y la política militar, para poder evaluar las consecuencias que dichas políticas puedan tener en los esfuerzos de reconstrucción de Afganistán. ICOS también trabaja en otras zonas de conflicto como Somalia e Irak.
Jorrit Kamminga, radicado en España, es el director de Investigaciones de ICOS. La organización aparece con frecuencia en la prensa española.